# Gloucester City
Gloucester City – miasto w Stanach Zjednoczonych, w stanie New Jersey, w hrabstwie Camden.